# Wolfgang Schmidt
Wolfgang Schmidt, född 16 januari 1954 i Berlin, är en före detta tysk diskuskastare. 1982 skapade han rubriker efter ett misslyckat flyktförsök från Östtyskland. Han tävlade för Östtyskland vid de olympiska sommarspelen 1976 och tog då en silvermedalj i diskus. Schmidt har också vunnit två EM-medaljer i samma gren. 1990 tävlade han för Västtyskland och tog brons i EM i friidrott 1990. Schmidts moderklubb i Östtyskland var SC Dynamo Berlin. Efter att ha slutat sin idrottskarriär emigrerade Schmidt till San Francisco och blev börsmäklare.